# Oranže a datle
Oranže a datle (1893, Orangen und Datteln, česky jako Ve stínu palem) je sbírka dobrodružných povídek německého spisovatele Karla Maye.
Sbírka obsahuje osm autorových povídek odehrávajích se v Orientu:
- Gum (1877, Die Gum),
- Kristus nebo Mohamed (1890, Christus oder Muhammed),
- Krumir (1882, Der Krumir),
- Ghazva (1892, Eine Ghasuah),
- Nur eš šémá – světlo nebes (1892, Nûr es Semâ – Himmelslicht)
- Kristova krev a spravedlnost (1882, Christi Blut und Gerechtigkeit),
- Mater Dolorosa (1891),
- Proklatec (1892, Der Verfluchte).

Sbírka vyšla roku 1893 jako desátý svazek Mayových spisů, vydávaných nakladatelstvím Friedrich Ernst Fehsenfeld ve Freiburgu. Roku 1909 vydal Friedrich Ernst Fehsenfeld ilustrovanou verzi této knihy, s ilustracemi Willyho Plancka. V Sebraných spisech Karla Maye (Karl May’s Gesammelte Werke) z nakladatelství Karl-May-Verlag vycházela kniha pod tímto názvem rovněž jako svazek číslo deset až do roku 1943 (od roku 1936 bez povídky Proklatec). Po druhé světové válce se název desátého svazku změnil na Písek záhuby (Sand des Verderbens) pode stejnojmenné povídky přesunuté sem z knihy Na cizích stezkách a byly v něm ponechány povídky Gum, Kristus nebo Mohamed, Krumir a Ghazva, zde však pod názvem Loupežné tažení Baggarů (Der Raubzug der Baggara). Ostatní povídky byly přesunuty do jiných svazů sebraných spisů.
Česká vydání sbírky i samostatná vydání jednotlivých povídek je možno najít v článku Povídkové dílo Karla Maye.

## Povídky ve sbírce

### Gum

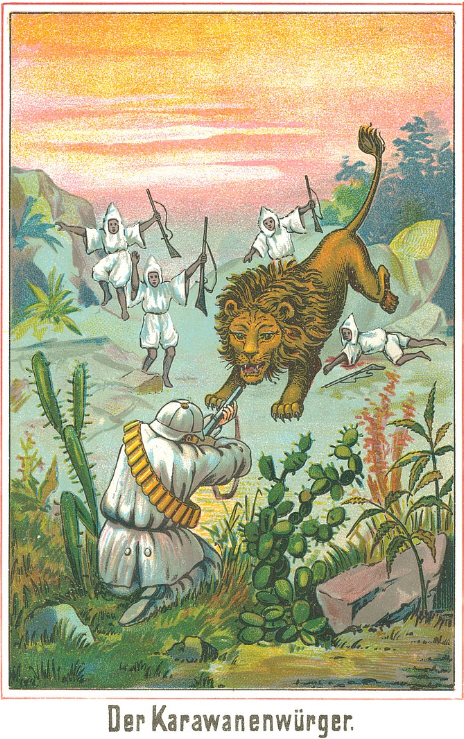
Vydání povídky z roku 1894

Původní povídka byla napsána roku 1877 a roku 1878 vydána v časopise Frohe Stunden. Později May příběh s použitím některých motivů z povídky Růže ze Sokny (1878, Die Rose von Sokna) přepracoval a rozšířil a roku 1879 ji vydal pod názvem Mezi škrtiči (Unter Würgern). Tuto rozšířenou verzi pak roku 1893 zařadil do své sbírky povídek Oranže a datle. Roku 1894 vyšel příběh pod názvem Škrtič karavan (Der Karawanenwürger) ve stejnojmenné povídkové sbírce od nakladatelství Hugo Liebau v Berlíně. V Sebraných spisech Karla Maye z nakladatelství Karl-May-Verlag vychází tato rozšířená povídka ve svazku číslo deset Písek záhuby a původní text povídky Gum z roku 1877 v sedmdesátém prvním svazku Old Firehand.
Hlavní hrdina, Kara ben Nemsí, zvaný na Divokém západě Old Shatterhand (příběh je prvním, ve kterém se vyskytuje toto jméno) se v doprovodu "statečného" průvodce Hasana a krajana Josefa Korndörfera pouští do boje s bandou loupežníků, soustředěných v tzv. loupežné karavaně (gum), vedené tzv. škrtičem karavan Hedžan-bejem. Kara ben Nemsí se měl v Alžíru setkat se svým přítelem sirem Emerym Bothwellem, se kterým se seznámil v Americe, ale ten se již vydal na Saharu za bandity, aby zachránil syna obchodníka Latréaumonta Rénalda, za kterého chce Hedžan-bej neustále se zvyšující výkupné, a požádal Kara ben Nemsího, aby jel za ním.
Cestou přes Saharu zachrání Kara ben Nesmí bratra Hedžan-beje před lvem a ten mu daruje vzácného velblouda. Když však zjistí, že jde o člověka, který v Alžíru nechal zatknout jeho posla se žádostí o další výkupné za Rénalda, chce jej zabít, je však zastřelen. Kara ben Nemsí se sirem Bothwellem následně překazí plány loupežníků přepadnout obchodní karavanu, kterou se snažili umořit v poušti žízní. Hedžan bej je nakonec dopaden ve své pouštním pevnosti a svržen Bothwellem do propasti. Rénald je zachráněn a všichni se vrací domů.

### Kristus nebo Mohamed

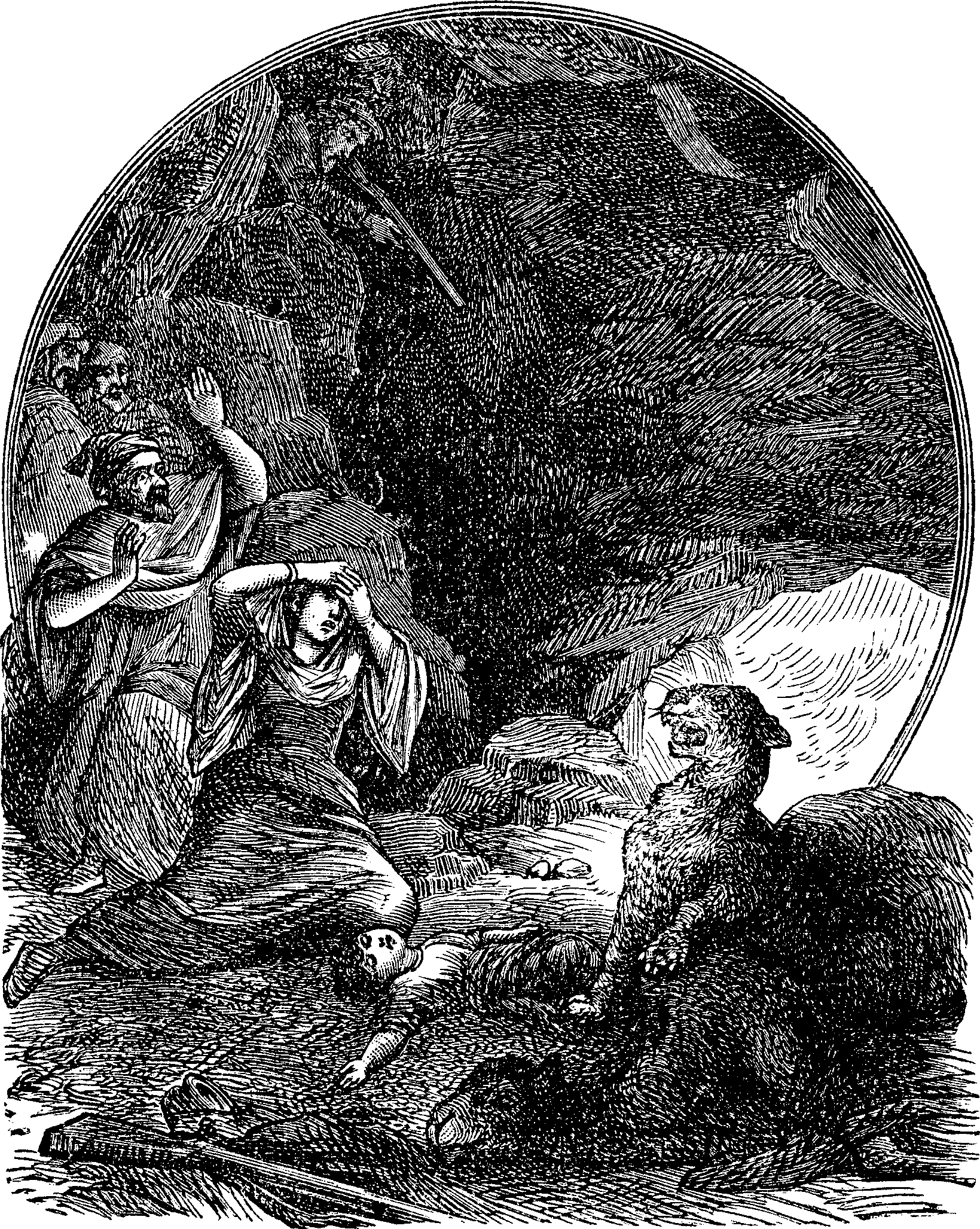
Ilustrace k povídce Kristus nebo Mohamed z vydání v mariánském kalendáři

Povídka vznikla roku 1890 a v tom samém roce vyšla v mariánském kalendáři Regensburger Marien-Kalender. Roku 1893 ji May zařadil do své povídkové sbírky Oranže a datle. V Sebraných spisech Karla Maye z nakladatelství Karl-May-Verlag vychází povídka ve svazku Písek záhuby.
Kara ben Nemsí cestuje se svým přítelem, kapitánem Frickem Turnestickem, do Tunisu. Při zastávce v Marseille si vytvoří nepřítele v podobě fanatického muslima jménem Abd el Fadl, který na hřbitově povalil kříž a byl zato pohnán Kara ben Nemsím k odpovědnosti. Za to se jej ještě v Marseille pokusil zastřelit. Při další plavbě je zastihne bouře, po které objeví vrak lodi, na které cestoval Abd el Fadl a zachrání jej. Misto vděčnosti se opět dočkají výhrůžek.
V Tunisu zjistí, že Abd el Fadl je jako popravčí místního beje velmi významný muž. Jeho žena však v skrytu duše vyznává Krista a v tomto duchu vychovává i jejich malého syna Azmara. Když to Abd el Fadl zjistí, rozhodne se odvézt svého syna do svatého města Kairvánu, kde se má stát nábožným marabutem. Kara ben Nemsí má s Turnestickem náhodu stejnou cestu, protože chtějí navštívit zříceniny římského amfiteátru v El-Džemu. Cestou je zastihne solná bouře, před kterou se ukryjí i s koňmi do cestou nalezené velké jeskyně. Když se do té samé jeskyně uchýlí i Abd el Fadl se svou ženou a synkem a se svými velbloudy, přesunou se do zadní části jeskyně, aby se s ním nemuseli setkat. Do jeskyně však také vnikne obrovský černý pardál, zabije jednoho velblouda a zmocní se dítěte. Abd el Fadl vzývá Alláha a Mohameda, zatímco jeho žena Ježíše. Když v zoufalství pronese Abd el Fadl modlitbu i Ježíšovi, Kara ben Nemsí konečně najde příležitost k tomu, aby pardála zastřelil aniž by ublížil dítěti. Díky tomuto zážitku se Abd el Fadl stane křesťanem.

### Krumir
Povídka vznikla roku 1881 a vyšla roku 1882 v časopise Belletristische Correspondenz. Roku 1893 ji May zařadil do své povídkové sbírky Oranže a datle. V Sebraných spisech Karla Maye z nakladatelství Karl-May-Verlag vychází povídka ve svazku Písek záhuby.
Kara ben Nemsí se svým sluhou Achmedem cestuje z Tunisu do Maroka. Cesta je vede přes území kmene Uelad Sebirů, ze kterého Achmed pochází. Achmed se Kara ben Nemsímu svěří, že miluje dceru šejka svého kmene Mošalláh a že kvůli tomu, aby za ni mohl šejkovi zaplatit, odešel od svého kmene sloužit bílým lidem, ale teď že má již peněz dostatek. Následně se oba seznámí s plukovníkem tělesné gardy tuniského paši Krüger bejem, kterého doprovází Kara ben Nemsího přítel sir David Lindsay (vystupující zde pod jménem Percy). Krüger bej jede rovněž k Uelad Sebirům, aby se podíval na jejich vyhlášené koně.
Když všichni dorazí k Uelad Sebirům, zjistí, že bojovníci kmene právě zajali nechvalně známého lupiče Sádise el Chabira, zvaného podle kmene svého původu krátce Krumir. Ten požádá Mošalláh o vodu a tím získá její ochranu. Stane se tak na tři dny hostem kmene a pak musí opustit vesnici a může být pronásledován. Krumir zneužije tohoto pohostinství, a ačkoliv přísahal, že neuteče, ukradne šejkovi vzácného koně a velblouda a unese Mošalláh. Šejk, který nemá Achmeda příliš v lásce, přísahá, že pokud mu dceru přivede zpět, nebude bránit jejich sňatku. Kara ben Nemsí s Achmedem a sirem Davidem vyrazí po jeho stopách a nakonec se jim ho po různých dalších dobrodružných příhodách podaří dopadnout u velkého solného jezera Šot Rharsá, kde si Krumir při pádu z koně zlomí vaz.

### Ghazva
Příběh byl napsán roku 1892 a v tom samém roce vyšel v mariánském kalendáři Eichsfelder Marien-Kalender. Roku 1893 jej May zařadil do své povídkové sbírky Oranže a datle. V Sebraných spisech Karla Maye z nakladatelství Karl-May-Verlag vychází povídka ve svazku Písek záhuby pod názvem Loupežné tažení Baggarů.
Kara ben Nemsí a Hadží Halef Omar se na své cestě kolem Nilu setkají s černochy z kmene Nuérů, vedenými spřáteleným náčelníkem Abu Džomem. Ten je požádá o pomoc proti baggárským otrokářům. Ti na svém lovu otroků (tzv. ghazva) využili toho, že se muži Nuérů vydali na lov, přepadli jejich vesnici, starce a malé děti pobili a mladší ženy, dívky a chlapce odvlekli, aby je prodali do otroctví.
Při snaze o osvobození zajatců narazí Kara ben Nemsí na falešného anglického misionáře Gibsona, který se takto skrytý před zraky úřadů, potírajících obchod s otroky, zabývá jejich prodejem. Zajatci jsou osvobozeni a Gibson je Abu Džomem zastřelen.

### Nur eš šémá – světlo nebes

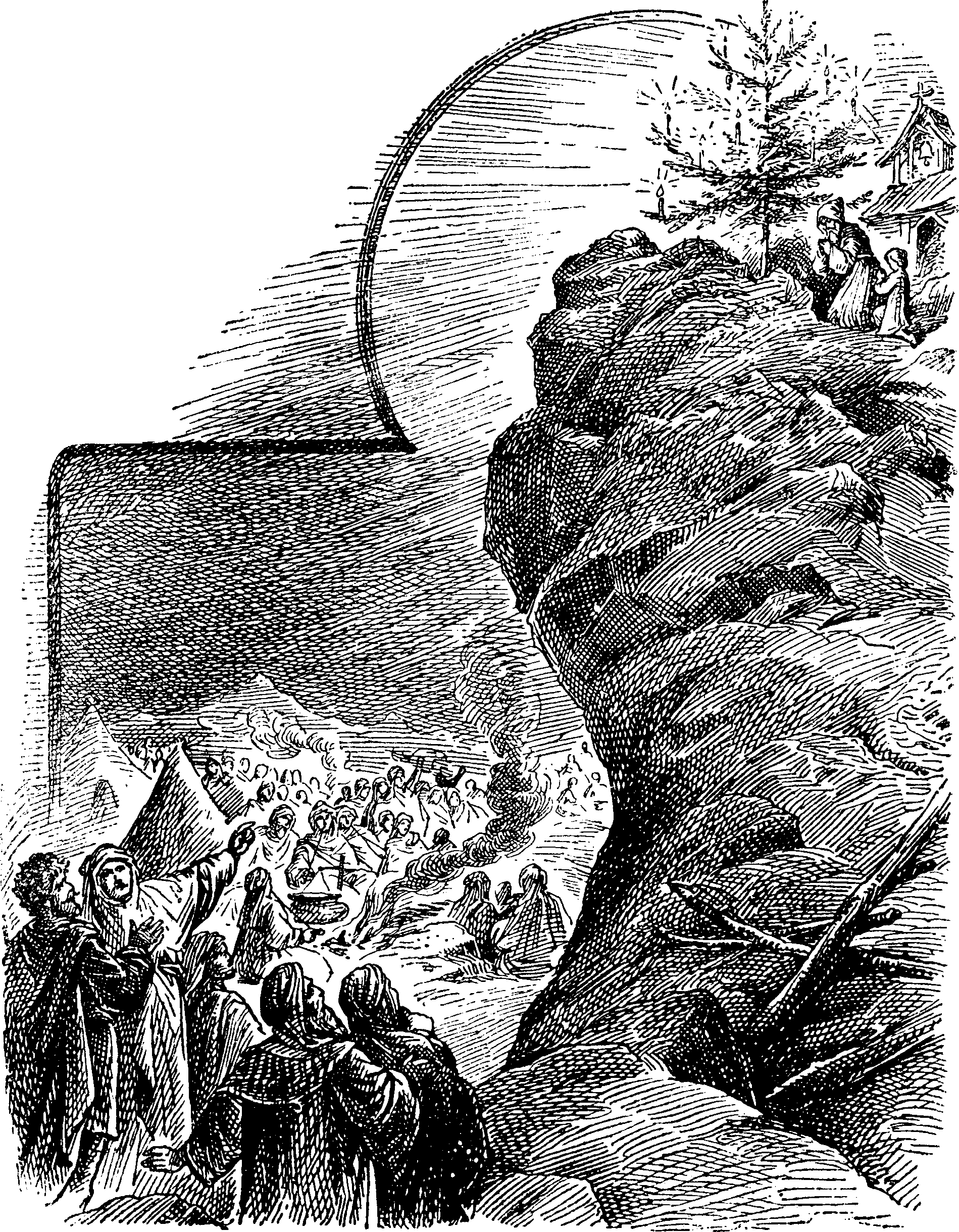
Ilustrace k povídce Nur eš šémá z vydání v mariánském kalendáři

Povídka byla napsána v únoru roku 1892 a v tom samém roce vyšla v mariánském kalednáři Benziger's Marien-Kalender. Roku 1893 ji May zařadil do své povídkové sbírky Oranže a datle. V Sebraných spisech Karla Maye z nakladatelství Karl-May-Verlag vychází povídka ve 48. svatku spisů Kouzelná voda (Das Zauberwasser).
Kara ben Nemsí cestuje se svým průvodcem hadži Halefem z Bagdádu k Haddedihnům, z jejichž kmene Halef pochází. Cestou osvobodí z muslimského zajetí Peršana Alama vyznávajícího zoroastrismus, je tedy tzv. Parsi. Alam jede s výkupným k arabskému loupeživému kmeni Azenehů, kteří zajali jeho otce Vikrama. Kara ben Nemsí Alamovi slíbí, že mu pomůže otce osvobodit. Brzy zjistí, že Alamův otec byl sice Parsi, ale matka byla muslimka. Proto Alam nemá v otázce víry zcela jasno a nejvíc věří ve své dva talismany (jeden pro Parsi a jeden pro muslimy), které si koupil od jednoho anglického námořníka a které se později ukážou jako žert nebo podvod. Kara ben Nemsí se jej snaží nasměrovat ke křesťanství.
Než všichni dorazí k Azenehům setkají se s Haddedihny, kteří si chtějí od Azenehů třeba násilím vzít zpět stáda, která jim Azenehové ukradli. Nežli dojde ke krveprolití, poustevník z nedaleké hory, kterého muslimové považují za svatého, zajistí smíření obou stran. Vikram je propuštěn bez výkupného a zvířata jsou vrácena. Pak se ukáže, že poustevník je ve skutečnosti křesťan, a protože je právě 25. prosince, zapálí na stromě před svou jeskyní vánoční svíčky. Alam to považuje za světlo nebes, které ozářilo i jeho duši.

### Kristova krev a spravedlnost
Povídka vznikla roku 1882 a v tom samém roce vyšla v časopise Vom Fels zum Meer. Roku 1893 ji May zařadil do své povídkové sbírky Oranže a datle. V Sebraných spisech Karla Maye z nakladatelství Karl-May-Verlag vychází povídka ve 48. svazku spisů Kouzelná voda (Das Zauberwasser).
Kara ben Nemsí a hadži Halef stráví čtyři dny u kurdského kmene Širvánů. Srdečně se s nimi loučí, ale Kara ben Nemsí se nemůže zbavit pocitu ohrožení. Brzy zjistí, že je Kurdové sledují a chtějí je ve spojení s kmenem Zibarů přepadnout. Když na břehu Velkého Zabu na Zibary narazí a Kara ben Nemsí se jim představí, přestanou se Zibarové vedeni šejkem jménem Šeri Šir (lev hrdina) chovat nepřátelsky a pozvou je do své vesnice.
Pohostinnost je však zdánlivá, ale Kara ben Nemsí s Halefem získají ochranu od manželky šejkova syna Šefaky, která musí být podle kurdského zvyku respektována. Pak zjistí, že její malý syn se před spaním modlí německou modlitbu Kristova krev a spravedlnost (Christi Blut und Gerechtigkeit) od Nikolause von Zinzendorfa. Šefaka je totiž po otci Němka, německy sice neumí, ale modlitbu se od otce naučila nazpaměť. Na krku nosí talisman, který také získala od otce. Kara ben Nemsí v něm objeví píseň Je v Boží radě souzeno. Když jí Šeface zazpívá, jsou tím ostatní Kurdové tak dojati, že veškeré nepřátelství zmizí.

### Mater Dolorosa

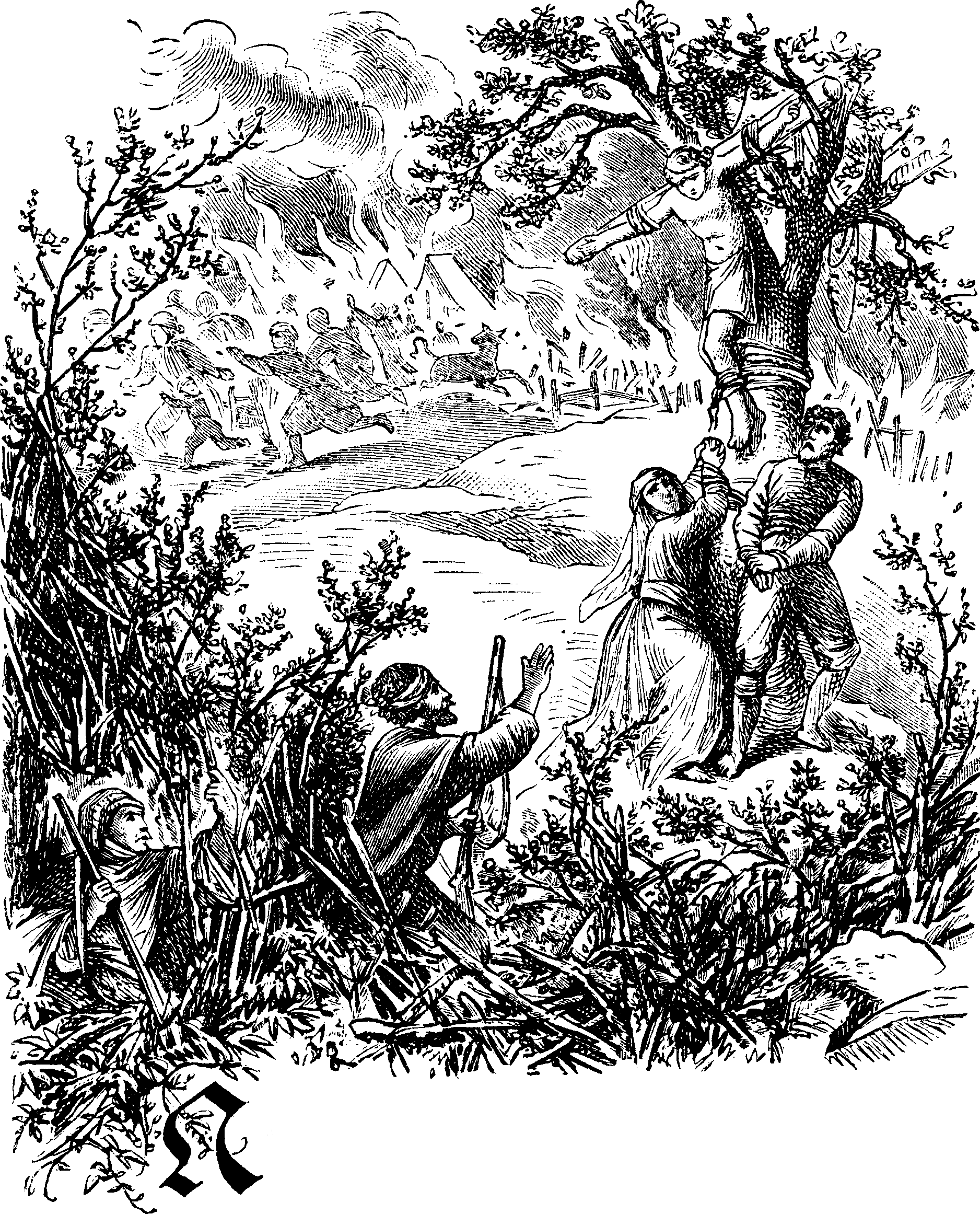
Ilustrace k povidce Mater Dolorosa z vydání v mariánském kalendíři

Povídka byla napsána roku 1890 a poprvé vyšla roku 1891 v mariánském kalendáři Regensburger Marien-Kalender. Roku 1893 ji May zařadil do své povídkové sbírky Oranže a datle, V upravené podobě se příběh pod názvem Kříž Kurdů (Das Kurdenkreuz) stal součástí 48. svazku Sebraných spisů Karla Maye z nakladatelství Karl-May-Verlag Kouzelná voda (Das Zauberwasser).
Název povídky pochází z latiny a znamená Matka bolestná, čímž je myšlena Marie, matka ukřižovaného Ježíše. V příběhu Kara ben Nemsí a Hadži Halef pomohou kurdské ženě, která se dostala do stejné situace – její syn byl ukřižován.
Na své cestě do Persie zachrání Kara ben Nemsí s Halefem ženu před roztrháním zuřivými psy, které na ni poslali Mir-Mahmalové, nepřátelé jejího kmene Mir-Jusufů, u kterého se stanou hosty. Žena se jmenuje Fatima Marryah (podle dcery Mohameda Fatimy a podle Marie) a její muž Jusuf Alí (podle Josefa, Ježíšova pěstouna, a podle manžela Fatimy Alího). Jusuf se velmi trápí kvůli svému synovi, kterému dal jméno Husein Iza (podle syna Fatimy Huseina a podle Ježíše). Posla jej do Mašhadu, aby tam studoval ší'itský islám, ale on zůstal jako sluha u patriarchy v Mosulu.
Během pobytu Kara ben Nemsího u Mir-Jusufů přijde Husein Iza ke svým rodičům na návštěvu. Chce je vzít sebou do Mosulu, aby nemuseli žít tak chudě, a sdělil jim, že se stal křesťanem a bude knězem. Jeho otec jej v zuřivém vzteku vyžene z vesnice a vzápětí se jej zmocní Mir-Mahmalové a rozhodnu se ho ukřižovat. Kara ben Nemsí s Halefem vyslyší zoufalé prosby obou rodičů a Huseina zachrání. Jusuf Ali i Fatima Marryah se rozhodnou odejít se synem do Mosulu a stát se křesťany. A Halef na konci povídky prohlásí: „Také já věřím, že kříž je mocnější než Mohamed".

### Proklatec

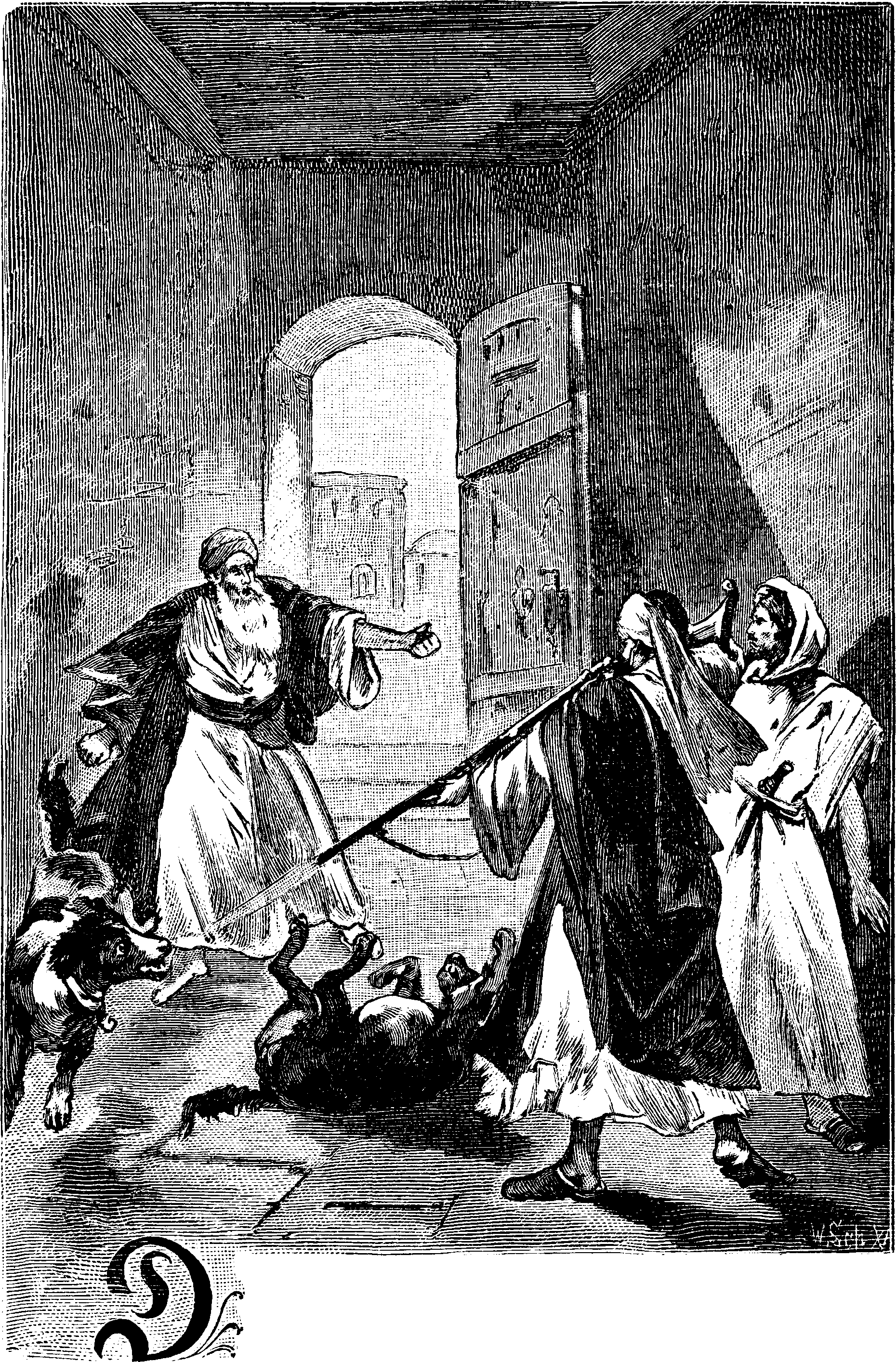
Ilustrace k povídce Proklatec z vydání v mariánském kalendáři

Příběh o odpadlíkovi od islámu byl napsán roku 1891 a poprvé vyšel 1892 v mariánském kalendáři Regensburger Marien-Kalender. Roku 1893 jej May zařadil do své povídkové sbírky sbírky Oranže a datle. V Sebraných spisech Karla Maye z nakladatelství Karl-May-Verlag vychází ve 48. svazku 'Kouzelná voda (Das Zauberwasser) pod názvem Es sábí (Es Ssabbi – der Verfluchte).
Kara ben Nemsí je požádán svým přítelem Saidem Kalešem, valim (guvernérem) v Angoře, aby doručil bývalému plukovníkovi sultánova vojska Abdalu Osmanu-bejovi do Urumdžili konečně přiznanou penzi. Zároveň ho upozorní na to, že Osman-bej nenávidí křesťany, takže bude lepší, když o svém vyznání pomlčí. Protože je penze přiznána zpětně za minulých patnáct let, jedná se o značný obnos, dostane Kara ben Nemsí od valiho jako ochranu dva Arnauty, kterým od počátku nedůvěřuje. Arnautové také brzy zmizí. Kara ben Nemsí je přesvědčen, že jej chtějí přepadnout, a chytře se jim vyhne. V další cestě pokračuje s mladým Turkem, o kterém v rozhovoru zjistí, že je synem Osmana-beje a že se stal křesťanem, za což jej jeho otec proklel. Je proto muslimy, kteří jej znají, nenávistně nazýván es sábí (proklatec).
Osman-bej žije se svou ženou nedaleko Urumdžili. Má obrovskou radost z obdržené penze, ale když uvidí svého syna, chce ho dokonce zabít, čemuž Kara ben Nemsí na poslední chvíli zabráni. Pak oba cestují do Kayseri k francouzskému konzulovi, s jehož dcerou je mladý Turek zasnouben. Krátce poté, co dorazili, se dozvědí, že Osman-bej byl napaden a oloupen a že z tohoto činu obvinil Kara ben Nemsího a svého syna. Oba jsou sice zatčeni, ale kádi (soudce) se brzy přesvědčí, že jsou oba nevinní. Osman-bej zuří nad jejich propuštěním a prohlásí, že mezi ním a jimi bude brzy rozhodovat Alláh, což se skutečně stane. Společně s Arnauty, kteří se ve městě objevili, poštve na Kara ben Nemsího a svého syna rozzuřený dav. Oba jsou nuceni prchnout a ukrýt se v okolí křesťanské kaple na skalním výběžku. Pronásledovatelé v čele s Arnauty a Osmanem-bejem kapli zapálí, ale skalní výběžek neunesl váhu tak velkého množství lidí a se všemi se zřítil do propasti. Při ohledávání mrtvol jsou u Arnautů nalezeny ukradené peníze.